# 强巴旦达

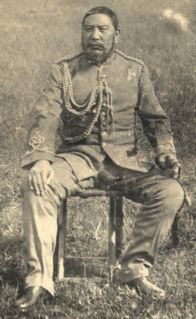
藏军军官强巴旦达

强巴旦达（藏語：བྱམས་པ་བསྟན་དར，威利转写：byams pa bstan dar，约1870年—1922年），藏族，籍贯不详，西藏噶厦及藏军官员。

## 生平
1893年，强巴旦达继察罕诺门汗之后来到拉萨，当时他是一位年轻的沙弥。后来，他成为噶仲（全称噶厦仲译，噶厦书记官的首领）。1911年底，十三世达赖授意强巴旦达为发动瓦解驻藏川军的行动秘密做好准备。不久，强巴旦达被任命为噶伦，到拉萨。1912年12月6日，强巴旦达赴乃塘（mNyes-thang，今墨竹工卡县境内）同达赖见面，并将达赖迎回西藏首府拉萨。同年，他奉派赴康区，组织当地藏族官员反抗汉人。1917年至1918年，他在同汉人军队的短期作战中取得了绝对成功。1918年，他奉命兼任朵基。
1922年，强巴旦达在昌都逝世。